# Плавание в Азербайджане
Плавание в Азербайджане — направление развития спорта Азербайджана.

## История

### Период Российской империи
В начале XX века в Баку открываются первые купальни. В 1910 году преподаватель гимнастики В. Грибовский открывает школу плавания для учеников гимназий и реальных школ г. Баку.
Летом 1912 года преподаватель французского языка Леонид А. Романченко проплыл по Каспийскому морю 48 вёрст за 24 часа 10 минут.
На 1913 год в школе плавания г. Баку занимались более 200 чел.

### Период Азербайджанской ССР
Летом 1925 года были проведены соревнования по массовому заплыву.
На Первой Всесоюзной спартакиаде 1928 года сборная Закавказья по плаванию, состоявшая полностью из пловцов г. Баку, заняла третье место. В соревнованиях в прыжках с вышки (5 м) второе место заняла бакинка А. Пимашкина. А. Маркаров завоевал золотую медаль, проплыв 50 м за 46,5 сек.
Среди пловцов Азербайджанской ССР того периода выделялся заслуженный мастер по плаванию Александр Козырев.
После первой спартакиады в Баку развивается плавание кролем на спине. Среди пловцов в данном виде выделялись Г. Джахангиров и А. Колядинова. Плавание кролем на спине привело к развитию водного поло. Данная дисциплина появилась в водных клубах в стране.
С 8 по 30 июня 1930 года в Москве были проведены соревнования по плаванию, прыжкам в воду, водному поло среди пловцов Москвы, Ленинграда, Баку. На данных соревнованиях на дистанции 100 метров свободным стилем добились результатов Г. Сатаров, Е. Макарова, на дистанции 200 м брассом — Н. Крюкова.  
8 ноября 1930 года в Баку был учреждён Закавказский государственный институт физической культуры. В программе обучения института присутствовало также плавание.
После включения в 1931 году плавания в комплекс ГТО появились такие пловцы как Й. Ахмедов, Д. Садыгов, А. Якунина. 
В 1934 году в Баку были открыты 50-метровый бассейн в парке Низами, водные станции Водник, Динамо, яхт клуб. Возрастает в стране количество соревнований по плавнию, прыжкам в воду и водному поло. С 1934 года организуются соревнования между городами Баку, Батуми, Тбилиси по плавнию, прыжкам в воду и водному поло. 
С 1935 года начинается планомерное обучение плаванию детских и молодёжных коллективов. Открываются детские школы по плаванию при детских спортивных обществах «Водник», «Спринт», «Динамо», Нефтяник».
В 1936 году был организован заплыв от о. Наргин до яхт-клуба г. Баку (12,5 км). В заплыве приняли участие 12 пловцов. Первое место занял А. К. Колядинов с результатом 3 ч. 12 мин.
В 1939 году на Всесоюзных соревнованиях по плававнию в Сочи на расстояние 25 км А. Козырев занял 4 место с результатом 9 ч. 15 мин. 18 сек.
В 1930-40-е годы можно выделить пловцов Г. Джафарова, Составкину, А. Маркелову, г. Кондрашину, Б. Дейкуна.
В годы войны Б. С. Галичников, старший преподаватель кафедры плавания Азербайджанского государственного института физической культуры, составил методику ускоренного обучения плаванию.
В 1944 году сборная Азербайджанской ССР заняла 1 место на Спартакиаде Закавказья в соревнованиях по плаванию.
Азербайджанские пловцы и сборная по водному поло участвовали в первенстве СССР 1946 года. Пловцы заняли 8 место, сборная по водному поло — 6 место.
В заплыве на 25 км в Сочи в 1946 году А. Козырев занял 3 место с результатом 9 ч. 10 мин. 50 сек., и выполнил норматив мастера спорта.
На заплыве 1947 года от о. Наргин до Баку (12,5 км) А. Козырев занял 1 место с результатом 3 ч 24 мин. Второе место в заплыве занял 14-летний воспитанник детской спортивной школы «Динамо» Чингиз Гусейнов.
На первенстве СССР по плаванию 1949 года В. Забелина на дистанции 200 м брассом показала результат 2:50. В Горшков на дистанции 100 м показал результат 1:11,5. Оба завоевали серебряные медали.
В 1949 году А. Козырев занял первое место в заплыве на 150 км по Волге. Его время составило 29 часов 59 минут 40 секунд. Это стало рекордом марафонского плавания СССР. В 1949 году А. Козыреву было присвоено звание заслуженного мастера спорта СССР.
В этот период старшим преподавателем кафедры плавания М. Искендеровым выпускаются учебные пособия на азербайджанском языке по плаванию, водному поло, прыжкам в воду.
9 ноября 1952 года с участием 80 сильнейших пловцов республики в Баку открыт зимний плавательный бассейн «Нефтяник». Это создало возможность проведения занятий спортсменов в зимний период.
На первенстве СССР 1953 года спортсмены Азербайджанской ССР по водному поло заняли 4 место, по прыжкам в воду — 5 место, пловцы — 7 место.
За 1940-е годы в Азербайджанской ССР появился всего один мастер спорта по плаванию. К 1960 году их количество достигло 22. Из них по водному поло — 12, по плаванию — 5, по прыжкам в воду — 5.
В 1956 году Надежда Карпухина стала чемпионкой СССР по прыжкам в воду.
С 30 июня по 9 августа 1957 года в Москве был проведён 6 международный фестиваль по всем видам спорта. Азербайджанская ССР на фестивале была представлена 5 спортсменами по плаванию и прыжкам в воду. В прыжке с 3-метрового трамплина Д. Зарбаилов занял 2 место, Г. Юсуфов занял 3 место. В плавании на 100 м вольным стилем В. Прилипко занял 1 место с результатом 1:00, 4. В соревнованиях в плавании на 100 м на спине В. Каляндра занял 2 место с результатом 1:12,6. В эстафетном плавании В. Каляндра, В. Прилипко, А. Чинакин завоевали золотые медали.
На первенстве СССР 1958 года Виталий Жененков установил рекорд СССР в плавании стилем баттерфляй на 200 м — 2:25,9. На Чемпионате Европы по водным видам спорта 1958 года в составе сборной СССР он стал чемпионом в эстафете 4x100 комплексным плаванием.
В 1958 году в Баку были проведены соревнования между сборными Азербайджанской ССР И Китая по плаванию и водному поло.
На Спартакиаде народов СССР 1956 года команда Азербайджанской ССР по водному поло заняла 3 место, по прыжкам в воду — 6 место, по плаванию — 8 место.
На Спартакиаде народов СССР 1959 года команда Азербайджанской ССР по водному поло заняла 2 место, по прыжкам в воду — 6 место, по плаванию — также 8 место.
В связи с принятием решения о фиксировании рекордов только в бассейне длиной 50 метров появилась необходимость обновления инфраструктуры. В 1963 году в Баку был открыт крытый бассейн на 50 метров из 8 дорожек.
За 1960-е годы в Азербайджанской ССР было подготовлено 5 мастеров спорта по плавнию. Среди них звание мастера спорта было присвоено В. Жененкову.
В 1968 году Надежда Карпухина представляла СССР на Летних Олимпийских играх.
В 1972 году на всесоюзных соревнованиях по плаванию в категории на спине на дистанцию 100 м среди юношей добился результата Николай Серкин. Можно отметить постоянно выделявшуюся среди молодых пловцов СССР Викторию Сорокину, входившего в состав сборной СССР по плаванию Станислава Родионова. Станислав Родионов является чемпионом СССР по плаванию на 200 метров на спине, мастером спорта СССР по плаванию, обладателем Кубка СССР по плаванию.
Первым мастером спорта международного класса по плаванию в Азербайджанской ССР стал Владимир Кривцов. Он завоевал золотую, серебряную и бронзовую медали на Международной Московской универсиаде 1973 года. Также он завоевал серебряную медаль в эстафетном плавании 4x100м вольным стилем на чемпионате мира по водным видам спорта 1973 года. В 1975 году в составе эстафетной четвёрки СССР установил рекорды Европы в эстафетах 4×100 метров и 4х200 метров вольным стилем.
В конце 1970-х годов плавание включалось в программу обучения некоторых общеобразовательных школ Азербайджанской ССР.
На 8 спартакиаде народов ССР 1983 года Татьяна Курникова финишировала второй в плавании на 100 м баттерфляем, установив новый рекорд Азербайджанской ССР. Является многократной чемпионкой и рекордсменко СССР по плаванию на дистанциях 100 и 200 метров, двукратным призёром чемпионата Европы по водным видам спорта 1985 года.
Видади Асадуллаев становился чемпионом СССР по плаванию 1985, 1987 годов.
Проводились спартакиады, чемпионаты и кубки Азербайджанской ССР по плаванию, Закавказские спортивные игры.
Вклад в развитие плавания внесли заслуженный тренер СССР по плаванию А. Махорин, судья общесоюзного уровня по плаванию М. Искендеров, тренер и арбитр по водному поло Борис Иванович Дейкун, Г. Наджиев, Б. Лисин, тренеры А. Нуруллаева, Л. Забелина, М. Магеррамов, Э. Насилова, Б. Синько, Б. Сазанов, В, Партнов, судья Л. Голубева и другие.

## Современный период
20 апреля 2015 года в Баку открыт Дворец водных видов спорта.

## Чемпионат Азербайджана по плаванию

### 2022
С 11 по 13 марта 2022 года проведён чемпионат Азербайджана по плаванию 2022. В соревновании приняли участие 140 спортсменов. Чемпионат проводился на дистанциях 50, 100, 200, 400, 800, 1500 метров вольным стилем, на спине, брассом и баттерфляем. Спортсмены представляли 15 различных клубов и спортивных обществ Азербайджана. 

### 2024
Открытый чемпионат Азербайджана по плаванию 2024 проведён с 24 по 27 апреля 2024 года в Баку во Дворце водных видов спорта. К соревнованиям допущены спортсмены, имеющие 3-й спортивный разряд. Соревнования прошли на дистанциях 50, 100, 200, 400, 800 и 1500 метров вольным стилем и 50, 100, 200 метров на спине, брассом и баттерфляем. В соревнованиях приняли участие спортсмены 20 различных спортивных клубов и обществ Баку и Сумгаита, а также спортсмены Гянджи, Губы, Шеки, Мингечевира. По итогам соревнований будет сформирована новая сборная Азербайджана по плаванию.

### 2025
С 5 по 8 июня в Баку пройдёт открытый летний чемпионат по плаванию 2025.

## Кубок Азербайджана по плаванию

### 2023
Кубок  проводится c 16 по 18 ноября 2023 года. К соревнованию допущены пловцы, имеющие в активе 200 очков. Участвует 120 пловцов. Соревнование проводится во Дворце водных видов спорта.

## Юношеские соревнования

### 6 чемпионат Латвии по плаванию среди юниоров и молодёжи 2024
В марте 2024 года на 6 чемпионате Латвии по плаванию среди юниоров и молодежи молодежная и юношеская сборная Азербайджана по плаванию в заплыве вольным стилем на дистанции 200 метров завоевала золотую медаль в командном зачёте. 
В открытой возрастной группе Абдуррахман Рустамов завоевал серебряную медаль на дистанциях 100 и 200 метров баттерфляем, золото – на дистанции 200 метров вольным стилем. 
Огтай Гусейнов завоевал бронзовую медаль на дистанциях 100 и 200 метров баттерфляем и золото на дистанции 200 метров вольным стилем. 
Сулейман Исмаилзаде завоевал серебряную медаль на дистанциях 200, 400 и 1500 метров и золотую медаль на дистанции 200 метров вольным стилем. 
Саид Гамидов на дистанции 200 метров смешанным стилем выиграл три бронзы и золото – в эстафете 4x200 м вольным стилем. 
Мехри Абдуррахманлы выиграл бронзовую медаль на дистанции 200 метров баттерфляем.

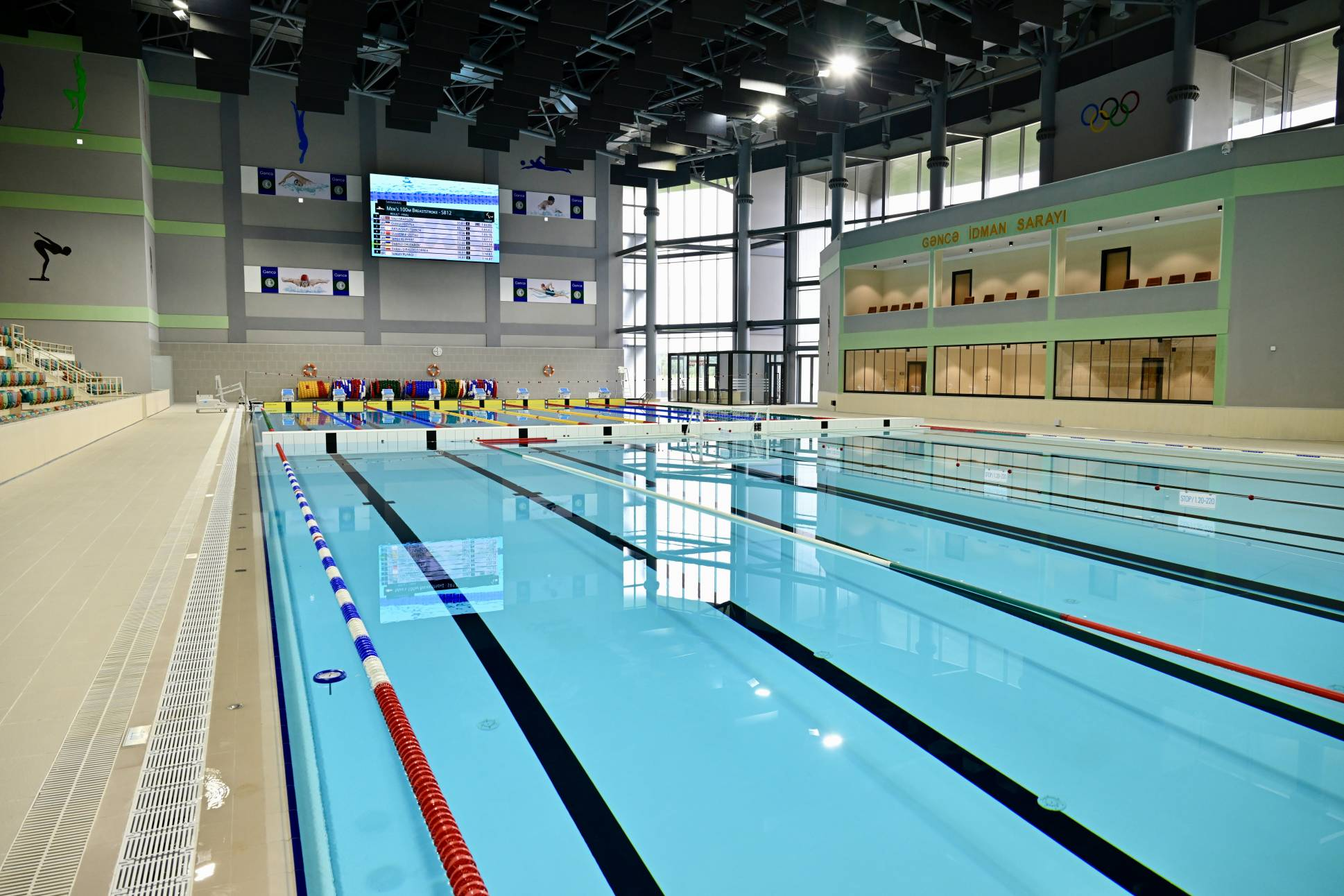
Плавательный бассейн Гянджинский дворец спорта 2024

Сулейман Исмаилзаде и Мехри Абдуррахманлы обновили рекорды среди своих сверстников.
Всего в чемпионате приняли участие 760 пловцов из Латвии, Эстонии, Финляндии и Азербайджана.

## Сборная по плаванию
С 20 по 22 декабря сборная Азербайджана в составе 15 пловцов примет участие в открытом зимнем чемпионате Эстонии в Тарту.

## Инфраструктура
9 апреля 2024 года открыт Гянджинский дворец спорта площадью 40 000 м2. Во дворце действует плавательный бассейн длиной 50 м. За соревнованиями по плаванию могут наблюдать 1400 зрителей.